# Traité de Ganja
Le traité de Gandja est conclu entre l'Empire russe et les Safavides le 10 mars 1735 lors du siège perse de Gandja (1734) près de la ville de Gandja dans l'actuel Azerbaïdjan. Il établit une alliance défensive contre l'Empire ottoman, qui avait subi une défaite lors de la guerre ottomane-perse (1730-1735). Le gouvernement russe accepte de restituer les territoires perses restants dans le Caucase du Nord et du Sud, y compris Derbend et Bakou, qui avaient été conquis par Pierre le Grand pendant la guerre russo-persane (1722-1723). Le traité confirme également les dispositions du traité de Resht de 1732 par lequel la Russie renonce à ses revendications sur Gilan, Mazandaran et Astrabad, et l'État safavide reconnait Vakhtang VI, un roi géorgien pro-russe en exil. Le traité offre à la Russie un avantage diplomatique dans la guerre qui couvait avec les Ottomans et le souverain safavide Nader Shah et apporte un répit sur la frontière occidentale de son empire,.